# Chile en los Juegos Olímpicos de Tokio 1964
La participación de Chile en los Juegos Olímpicos de Tokio 1964 celebrada en Tokio, Japón, fue la decimoprimera actuación olímpica de ese país y la sexta oficialmente organizada por el Comité Olímpico de Chile (COCh). La delegación chilena estuvo compuesta de 14 deportistas —todos hombres— que compitieron en 13 eventos en 6 deportes. El abanderado fue Aquilles Gloffka.

## Desempeño

### Atletismo
100 metros masculino
| Deportista  | Edad | Evento               | Posición  |
| ----------- | ---- | -------------------- | --------- |
| Iván Moreno | 22   | 100 metros masculino | 6 h3 r2/4 |

200 metros masculino
| Deportista  | Edad | Evento               | Posición  |
| ----------- | ---- | -------------------- | --------- |
| Iván Moreno | 22   | 200 metros masculino | 6 h3 r2/4 |

Maratón masculino
| Deportista    | Edad | Evento            | Posición |
| ------------- | ---- | ----------------- | -------- |
| Ricardo Vidal | 34   | Maratón masculino | 30°      |

Lanzamiento de jabalina masculino
| Deportista          | Edad | Evento                            | Posición |
| ------------------- | ---- | --------------------------------- | -------- |
| Patricio Etcheverry | 21   | Lanzamiento de jabalina masculino | 24°      |

### Boxeo
Peso pluma (57 kg) masculino
| Deportista   | Edad | Evento                       | Posición |
| ------------ | ---- | ---------------------------- | -------- |
| Mario Molina | 19   | Peso pluma (57 kg) masculino | 17°      |

Peso ligero (60 kg) masculino
| Deportista  | Edad | Evento                        | Posición |
| ----------- | ---- | ----------------------------- | -------- |
| Luis Zúñiga | 25   | Peso ligero (60 kg) masculino | 17°      |

Peso Wélter (-67kg) masculino
| Deportista      | Edad | Evento                        | Posición |
| --------------- | ---- | ----------------------------- | -------- |
| Misael Vilugrón | 26   | Peso Wélter (-67kg) masculino | 17°      |

Peso medio (75 kg) masculino
| Deportista        | Edad | Evento                       | Posición |
| ----------------- | ---- | ---------------------------- | -------- |
| Guillermo Salinas | 26   | Peso medio (75 kg) masculino | 5°       |

### Equitación
Saltos de obstáculo individual masculino
| Deportista        | Edad | Evento                                   | Posición |
| ----------------- | ---- | ---------------------------------------- | -------- |
| Américo Simonetti | 28   | Saltos de obstáculo individual masculino | 29°      |

### Esgrima
Saltos de obstáculo individual masculino
| Deportista       | Edad | Evento                                   | Posición  |
| ---------------- | ---- | ---------------------------------------- | --------- |
| Sergio Vergara   | 36   | Saltos de obstáculo individual masculino | 7 p5 r1/4 |
| Sergio Jiménez   | 23   | Saltos de obstáculo individual masculino | 7 p7 r1/4 |
| Aquilles Gloffka | 27   | Saltos de obstáculo individual masculino | 7 p8 r1/4 |

### Pentatlón moderno
Individual masculino
| Deportista       | Edad | Evento               | Posición |
| ---------------- | ---- | -------------------- | -------- |
| Aquilles Gloffka | 27   | Individual masculino | 31°      |

### Tiro
Rifle de pequeño calibre 50 metros masculino
| Deportista    | Edad | Evento                                       | Posición |
| ------------- | ---- | -------------------------------------------- | -------- |
| Roberto Huber | 37   | Rifle de pequeño calibre 50 metros masculino | 38°      |

Foso olímpico masculino
| Deportista        | Edad | Evento                  | Posición |
| ----------------- | ---- | ----------------------- | -------- |
| Juan Enrique Lira | 36   | Foso olímpico masculino | 6°       |
| Gilberto Navarro  | 35   | Foso olímpico masculino | 17°      |